# آگافیا کونستانتین
آگافیا کونستانتین (رومانیایی: Agafia Constantin؛ زادهٔ ۱۹ آوریل ۱۹۵۵) قایقران کانو اهل رومانی بود.
از افتخارات وی میتوان به کسب مدال طلا در بازی‌های المپیک تابستانی ۱۹۸۴ اشاره کرد.